# Casino Maxims
El Casino Maxims (en inglés: Maxims Casino; también conocido como Genting Club Westcliff)  es un establecimiento de juego situado en la Explanada Occidental, Westcliff-on-Sea, Essex,  Inglaterra, en el paseo marítimo con vistas al estuario del Támesis. Los Casino originales"Westcliff" y  "Waterfront" se establecieron en la década de 1970 y estaban originalmente en Mill House en Station Road. Se abrió en su actual sitio, anteriormente una piscina al aire libre y luego una cubierta de barco como parte de El Centro de Ocio Westcliff, en 1987 se convirtió en el casino provincial más grande y el segunda más grande de Gran Bretaña. El casino fue construido por primera vez por Brent Walker, y luego por RJ Bown Holdings. Fue comprado por Genting del Reino Unido por un estimado de £ 30 millones.
En noviembre de 2007, los dos casinos hermanos, "Spielers '" y "Westcliff", fueron reformadas por Genting Stanley para crear los clubes llamados Southend Mint y Southend Maxims respectivamente. Más recientemente, en 2012, el casino se sometió a una nueva reforma multimillonaria y pasó a llamarse Genting Club de Westcliff.